# Hemiscorpius huluul
Espèce
Hemiscorpius huluul est une espèce de scorpions de la famille des Hemiscorpiidae.

## Distribution
Cette espèce est endémique du Somaliland en Somalie. Elle se rencontre vers Huluul et Garadag.

## Description
La femelle holotype mesure 35,20 mm et la femelle paratype 34,61 mm.

## Systématique et taxinomie
Cette espèce a été décrite par Kovařík, Elmi et Šťáhlavský en 2025.

## Étymologie
Son nom d'espèce lui a été donné en référence au lieu de sa découverte, Huluul.

## Publication originale
- Kovařík, Elmi & Šťáhlavský, 2025 : « Scorpions of the Horn of Africa (Arachnida, Scorpiones). Part XXXVII. The genus Hemiscorpius (Hemiscorpiidae). » Euscorpius, no 411, p. 1–24 (texte intégral).